# مدولاسیون فاز دامنه بدون حامل

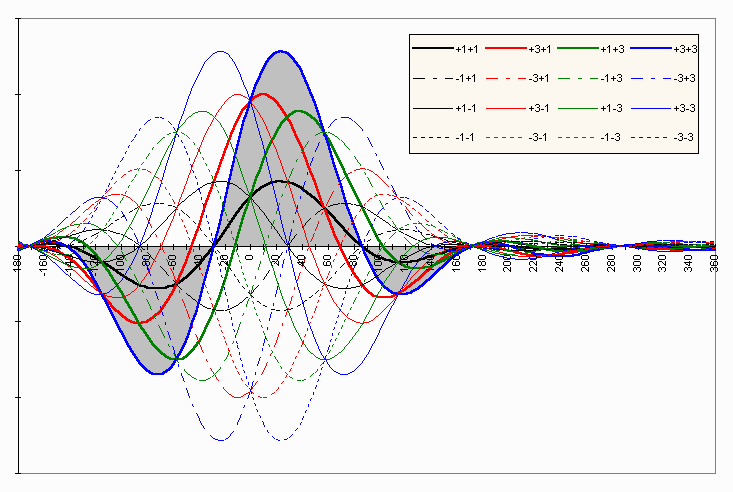
16 نماد cap16

CAP یا مدولاسیون فاز-دامنه بدون حامل (انگلیسی: Carrierless Amplitude Phase Modulation)، روشی قدیمی برای محدوده‌بندی پهنای باند محیط انتقال زوج سیم مسی در فناوری خط اشتراک دیجیتال محسوب می‌شود.
این استاندارد، پهنای باند محیط انتقال را به سه باند مجزا تقسیم می نماید: 
قسمت اول:مکالمات تلفن دارای باند صفر تا 4 کیلو هرتز، 
قسمت دوم:کانال دریافت اطلاعات از کاربر برای سرویس دهنده دارای باندی بین 25 تا 160 کیلو هرتز (Upstream) 
قسمت سوم: کانال ارسال اطلاعات از سرویس دهنده برای کاربر، دارای محدوده‌ای که از 240 کیلو هرتز شروع می‌گردد (Downstream)
حداکثر باند فوق به عوامل تفاوتی نظیر: طول خط، تعداد کاربران موجود در یک شرکت تلفنی خاص، نویز بر روی خط و ...بستگی دارد، به‌هرحال حداکثر محدوده باند فوق از 1.5 مگاهرتز تجاوز نخواهد کرد. سیستم CAP با استفاده از سه کانال فوق، قادر به ارسال سیگنال‌های مربوطه خواهد بود. 
استاندارد CAP هم‌ردیف QAM است و یک نوع مدولاسیون ترکیبی به حساب می‌آید. 
CAP همانند QAM یک مدولاسیون تک حامل است؛ داده‌ای که باید منتقل شود، قبل از انتقال به دو حامل عمود بر هم تبدیل می‌شود و با استفاده از دو فیلتر میان‌گذر با دامنه مساوی و اختلاف فاز ۹۰ درجه، دو سیگنال با یکدیگر ترکیب شده و سپس منتقل می‌شوند.